# Pseudocolopteryx sclateri
Pseudocolopteryx sclateri là một loài chim trong họ Tyrannidae.